# Église Saint-Saturnin de Saint-Saturnin-du-Bois
L'église Saint-Saturnin est une église située à Saint-Saturnin-du-Bois, dans le département français de la Charente-Maritime en région Nouvelle-Aquitaine.

## Historique
L'église est inscrite au titre des monuments historiques par arrêté du 26 mai 1986.

## Galerie

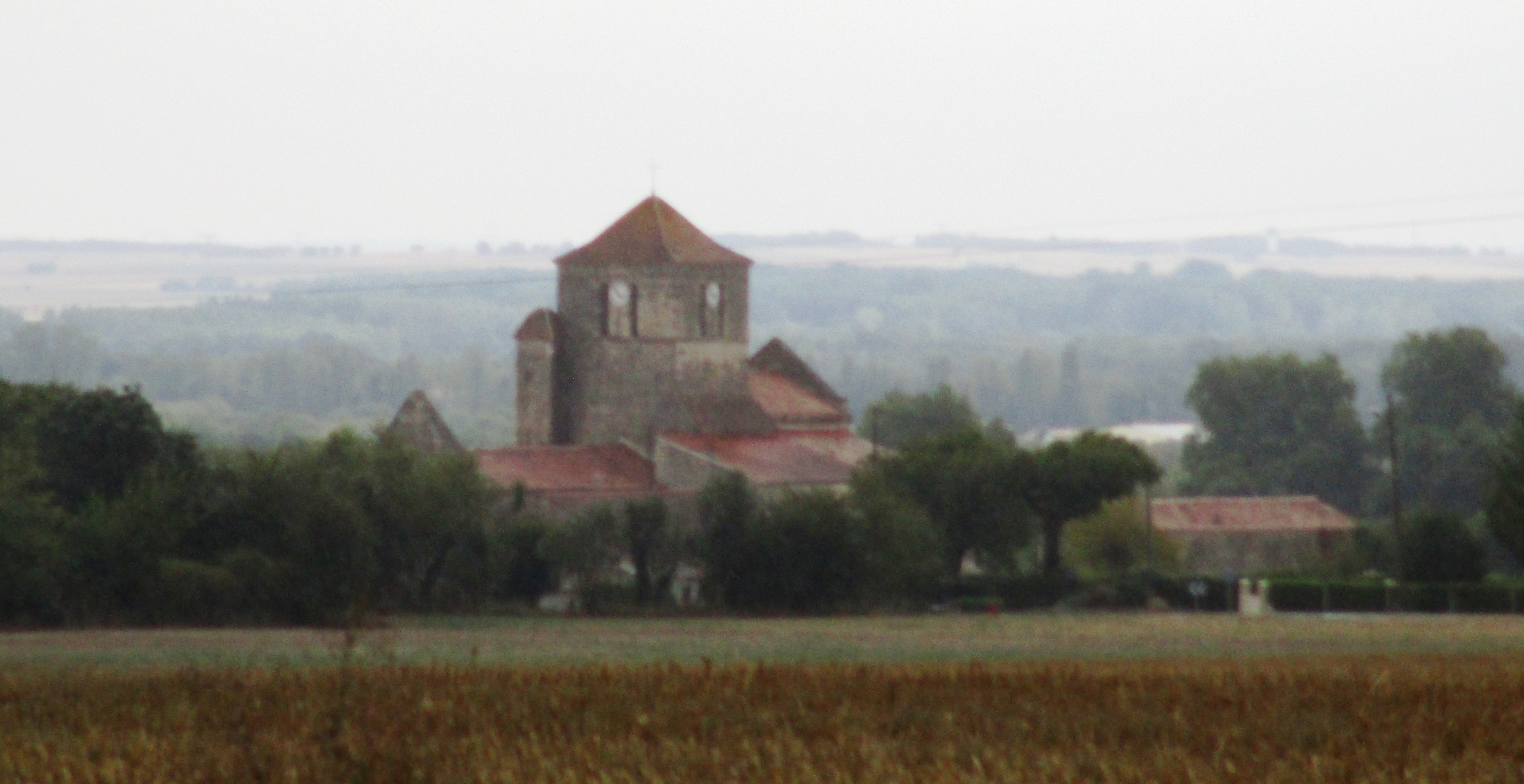